# Коефіцієнт аварійності
Коефіцієнт аварійності (від аварії й коефіцієнту) (рос. коэффициент аварийности; англ. accident rate coefficient; нім. Havariefaktor m) — показник, який характеризує кількість допущених аварій на одиницю обсягу робіт і визначається за формулою: 
kа = N / H, 
де kа — коефіцієнт аварійності (частоти аварій); N — кількість аварій, допущених протягом певного періоду; H — обсяг виконаної роботи за цей період.